# 茹利乌-博尔热斯
茹利乌-博尔热斯（葡萄牙語：Júlio Borges）是巴西皮奥伊州的一个市镇。总面积1290.413平方公里，总人口5251人，人口密度4.1人/平方公里。